# Sofía Robles Hernández
Sofía Robles Hernández es una política feminista, expresidenta del municipio de Santa María Tlahuitoltepec, en Oaxaca y defensora de los derechos de las mujeres indígenas; de quien destaca su trabajo e interés en el tema de la participación política de las mujeres; formó el Departamento de Género y Mujer de los Servicios del Pueblo Mixe, A.C., se integró a los trabajos de la Red por los Derechos Sexuales y Reproductivos de México e impulsó la creación de la Asamblea de Mujeres Indígenas de Oaxaca (AMIO) como órgano autónomo de cohesión entre las mujeres pertenecientes a las etnias de diferentes partes del país para trabajar en favor de sus derechos.

## Formación y vida profesional
Nació en San Francisco Cajonos, municipio de la Sierra Norte del Estado de Oaxaca, al que desde hace más de treinta años se sumó realizando trabajo comunitario en beneficio de Tlahuitoltepec, y del que fue la primera mujer presidenta municipal en gobernar, por el periodo 2012-2013. Habla zapoteco, su legua madre; lengua mixe, la cual aprendió al integrarse al trabajo comunitario de Tlahuitoltepec y castellano.
Estudió la licenciatura de planeación para el desarrollo rural en el Centro de Estudios para el Desarrollo Rural (Cesder) institución educativa y de promoción de desarrollo con sede en Zautla, en la Sierra Norte de Puebla.
Ha sido parte del Congreso Nacional Indígena.
Ha manifestado que desde su punto de vista para que los pueblos indígenas estén representados proporcionalmente en la Cámara de Diputados local o federal, o en el Senado, es necesario que haya una redistritación territorial o demarcación en los pueblos indígenas y que cada uno de los espacios designe los espacios necesarios para los pueblos indígenas, así como que el caso de las mujeres, si bien éstas enfrentan mayores dificultades para acceder a espacios públicos, "hay una exclusión estructural y la falta de participación tiene que ver con las condiciones sociales".
Es presidenta de Servicios del Pueblo Mixe (SER) en donde proporciona regularmente asistencia legal a las mujeres pertenecientes a las comunidades indígenas. Su trabajo incluye la defensa del territorio contra las expropiaciones de tierras, la resolución  de conflictos territoriales entre comunidades indígenas, la promoción de la agroecología y respecto al fortalecimiento de la voz y la participación de las mujeres.